# جين دي ويت
جين دي ويت (بالإنجليزية: Jane de Wet)‏، هي مُمثلة وراقصة جنوب أفريقية.

## وصلات خارجية
- جين دي ويت في قاعدة بيانات الأفلام على الإنترنت